# Lipsothrix babai
Lipsothrix babai là một loài ruồi trong họ Limoniidae. Chúng phân bố ở miền Cổ bắc.